# Spettroscopia Raman Coerente anti-Stokes
La spettroscopia Raman Coerente anti-Stokes (indicata anche con l'acronimo inglese CARS, da Coherent anti-Stokes Raman spectroscopy) è un tipo di spettroscopia usata principalmente in chimica, fisica e in campi affini. Essa si basa, come la spettroscopia Raman, sulle vibrazioni nucleari dei legami chimici. Diversamente dalla spettroscopia Raman, la CARS impiega più fotoni per selezionare le vibrazioni molecolari e produce un segnale coerente. Ciò comporta che il segnale CARS è ordini di grandezza più intenso dell'emissione Raman spontanea.
La CARS è un processo non-lineare del terzo ordine che coinvolge quindi tre fasci laser: un fascio di pompa di frequenza {\displaystyle \omega _{p}}, un fascio di Stokes di frequenza {\displaystyle \omega _{S}} e un fascio di sonda di frequenza {\displaystyle \omega _{pr}}. Questi fasci interagiscono col campione e generano un segnale ottico coerente a frequenza anti-Stokes ({\displaystyle \omega _{pr}+\omega _{p}-\omega _{S}}).
Quest'ultimo si amplifica in modo risonante quando la differenza di frequenza tra i fasci di pompa e di Stokes è ({\displaystyle \omega _{p}-\omega _{S}}) coincide con una frequenza di risonanza Raman, e questo dà origine al contrasto vibrazionale intrinseco della tecnica.

## Storia
L'acronimo CARS ("automobili" in inglese) è fortemente legato alla storia di nascita della tecnica. Nel 1965 fu pubblicato un articolo che riportava per la prima volta il fenomeno CARS da parte di due ricercatori del laboratorio scientifico della casa automobilistica Ford, P. D. Maker e R. W. Terhune. I due ricercatori usarono un laser impulsato a rubino per studiare la risposta di polarizzazione al terzo ordine di diversi materiali. Essi fecero passare per prima cosa il laser al rubino di frequenza {\displaystyle \omega } attraverso uno shifter Raman per creare un secondo fascio a frequenza {\displaystyle \omega -\omega _{v}}, dopo di che hanno puntato i due fasci simultaneamente sul campione. Quando gli impulsi da entrambi i fasci si soprapposero nello spazio e nel tempo, i ricercatori osservarono un segnale a {\displaystyle \omega +\omega _{v}}, che corrisponde al segnale CARS con la frequenza spostata verso il blu.
Essi dimostrarono anche che il segnale aumenta in modo significativo quando la differenza di frequenza {\displaystyle \omega _{v}} tra i fasci incidenti corrisponde a una frequenza Raman del campione. Maker e Terhune chiamarono la loro tecnica semplicemente "esperimenti di mixing di tre onde". Il nome "spettroscopia Raman anti-Stokes coerente" è stato assegnato quasi dieci anni dopo, da parte di Begley et al. all'università di Stanford nel 1974 e, da allora, questa tecnica è stata conosciuta con l'acronimo "CARS".

## Principio

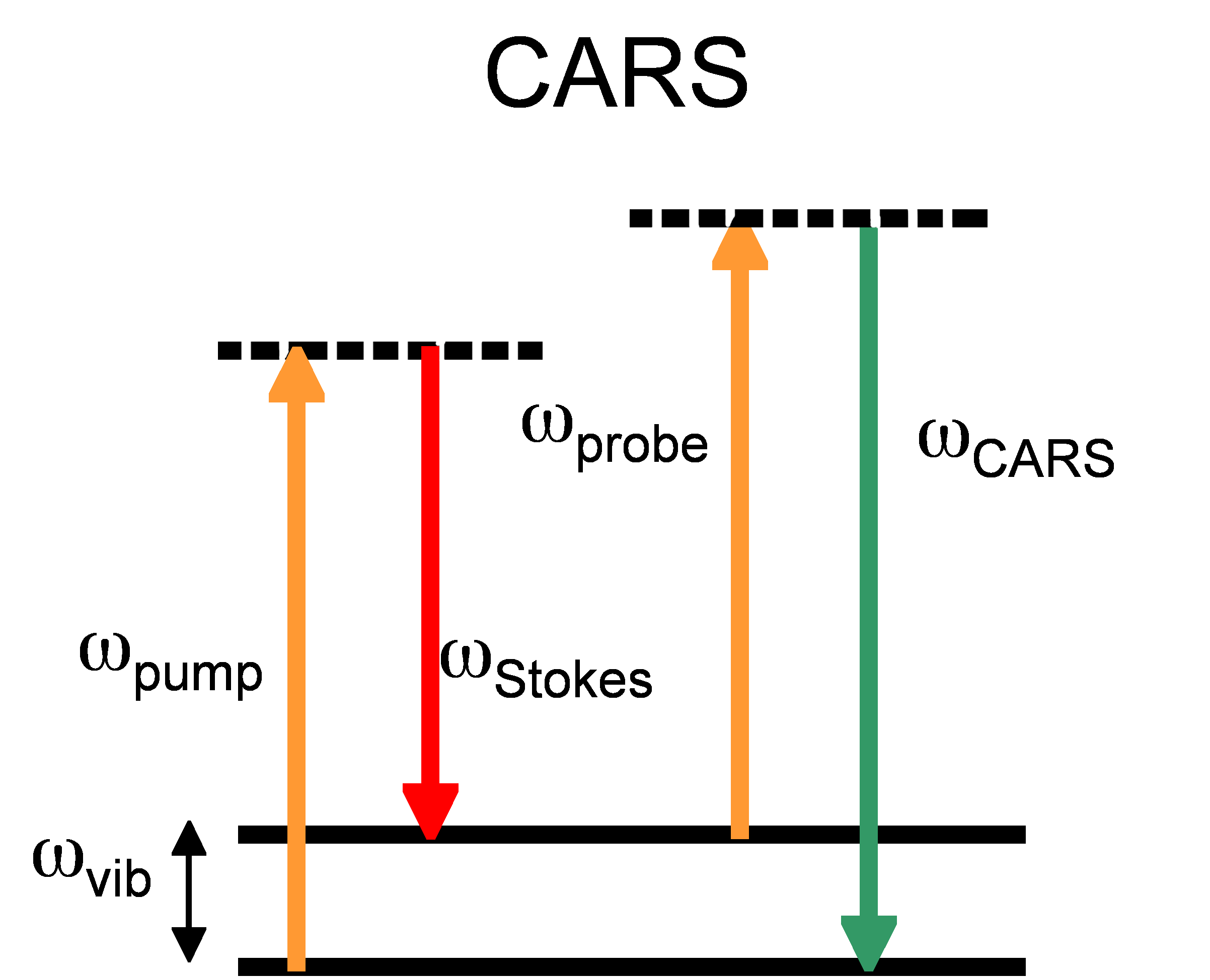
Schema dei livelli energetici della CARS.

Il processo CARS può essere spiegato fisicamente usando sia un modello di oscillatore classico, sia usando un modello quantistico che include i livelli energetici della molecola.
Classicamente i modi vibrazionali attivi per l'effetto Raman sono descritti come generati da un oscillatore armonico smorzato avente frequenza caratteristica uguale a {\displaystyle \omega _{v}}. Nella CARS questo oscillatore non è stimolato da una singola onda ottica ma da un'eccitazione con frequenza pari alla differenza tra i fasci di pompa e di Stokes ({\displaystyle \omega _{p}-\omega _{S}}).
Questo meccanismo di stimolazione è simile al sentire il tono di combinazione basso quando si colpiscono due differenti tasti dei toni alti del pianoforte: l'orecchio è sensibile alla differenza di frequenza tra i toni alti. In modo analogo l'oscillatore Raman è sensibile alla differenza di frequenza tra le due onde ottiche. Quando la differenza di frequenza {\displaystyle \omega _{p}-\omega _{S}} si avvicina a {\displaystyle \omega _{v}}, l'oscillatore è stimolato in modo molto efficiente. A livello molecolare, ciò implica che la nube elettronica che circonda il legame chimico sta oscillando in modo vigoroso con frequenza {\displaystyle \omega _{p}-\omega _{S}}. Questi moti elettronici alterano le proprietà ottiche del materiale, cioè inducono una modulazione periodica del suo indice di rifrazione. Tale perturbazione periodica può essere sondata da un terzo fascio laser: il fascio sonda. Quando il fascio sonda si propaga attraverso il mezzo otticamente alterato in modo periodico, esso acquisisce la stessa modulazione. Parte del fascio sonda, originariamente a frequenza {\displaystyle \omega _{pr}}, sarà modificato a frequenza {\displaystyle \omega _{pr}+\omega _{p}-\omega _{S}} , che corrisponde alla l'emissione anti-Stokes osservata. Con certe geometrie di fascio, l'emissione anti-Stokes può essere diffratta lontano dal fascio di sonda e può quindi essere rilevata in una direzione diversa.
Sebbene intuitiva, la descrizione classica non prende in considerazione i livelli di energia quantistici della molecola. Dal punto di vista della meccanica quantistica, il processo CARS può essere descritto come segue. La molecola è inizialmente nello stato fondamentale, il livello di energia più basso della molecola. Il fascio pompa eccita la molecola ad uno stato virtuale. Lo stato virtuale non è un autostato della molecola e quindi non può essere occupato, ma permette la transizione tra stati reali altrimenti non accoppiati. Se il fascio di Stokes è presente simultaneamente a quello pompa, lo stato virtuale può essere usato per accedere in modo istantaneo all'autostato vibrazionalmente eccitato della molecola. L'azione congiunta dei fasci di pompa e di Stokes ha così stabilito un accoppiamento efficace tra lo stato fondamentale della molecola e il suo stato vibrazionalmente eccitato. La molecola è ora in due stati allo stesso tempo: risiede cioè in una sovrapposizione coerente di stati. Questa coerenza tra stati può essere testata dal fascio sonda, che promuove il sistema ad un nuovo stato virtuale. Nuovamente, la molecola non potrà stare in uno stato virtuale e quindi decadrà istantaneamente allo stato fondamentale causando l'emissione di un fotone alla frequenza anti-Stokes. La molecola non si troverà quindi più in una sovrapposizione di stati, ma risiederà nuovamente nel solo stato fondamentale. Nel modello quantistico nessuna quantità di energia viene depositata nella molecola durante il processo CARS. La molecola invece agisce come un mezzo per convertire le frequenze delle tre onde ottiche incidenti nell'emissione di un segnale CARS (processo parametrico). Tuttavia vi sono processi Raman coerenti correlati che avvengono simultaneamente e che depositano invece energia nella molecola.

## Confronto con la spettroscopia Raman
La CARS è spesso comparata alla spettroscopia Raman in quanto entrambe le tecniche si basano sugli stessi modi Raman attivi. La Raman può essere fatta usando un singolo laser continuo mentre la CARS richiede (generalmente) due sorgenti di laser impulsato. Il segnale Raman è rilevato sul lato rosso della radiazione incidente dove potrebbe dover competere con altri processi di fluorescenza. Il segnale CARS invece è rilevato sul lato blu, che è libero dalla fluorescenza ma coesiste con un contributo non risonante.

La differenza tra i segnali Raman e CARS (ma vi sono molto varianti di entrambe le tecniche) nascono in gran parte dal fatto che la Raman si basa su una transizione spontanea mentre la CARS si basa su una transizione stimolata in modo coerente. Il segnale Raman totale raccolto da un campione è il frutto di un'addizione incoerente dei segnali generati individualmente dalle molecole. Esso pertanto varia in modo lineare con la concentrazione di queste molecole ed è emesso in tutte le direzioni. Al contrario, il segnale CARS totale nasce dall'addizione coerente dei segnali individuali delle molecole (interferenza). Perché l'interferenza sia costruttiva, è necessario che le onde siano in fase. In condizione di fasci altamente focalizzati questa condizione di solito non risulta essere una restrizione. Una volta che la condizione di corrispondenza di fase è soddisfatta, l'ampiezza del segnale cresce linearmente con la distanza, così che la potenza cresce quadraticamente. Questo segnale forma un fascio collimato che è quindi facilmente rilevabile. Il fatto che il segnale CARS dipenda quadraticamente dalla distanza, lo rende dipendente allo stesso modo anche rispetto alla concentrazione a quindi maggiormente sensibile al componente principale. Il segnale CARS totale contiene anche un fondo inerentemente non risonante. Questa parte non risonante del segnale può essere considerato come il risultato di (diverse) transizioni molto lontane dalla risonanza le quali si addizionano anch'esse in modo coerente. La componente risonante è caratterizzata da uno sfasamento di π radianti lungo la risonanza, sfasamento mancante invece nella parte non risonante. Conseguentemente la forma dello spettro CARS assomiglia a un profilo di Fano che è però traslato nella frequenza rispetto al suo corrispettivo Raman.

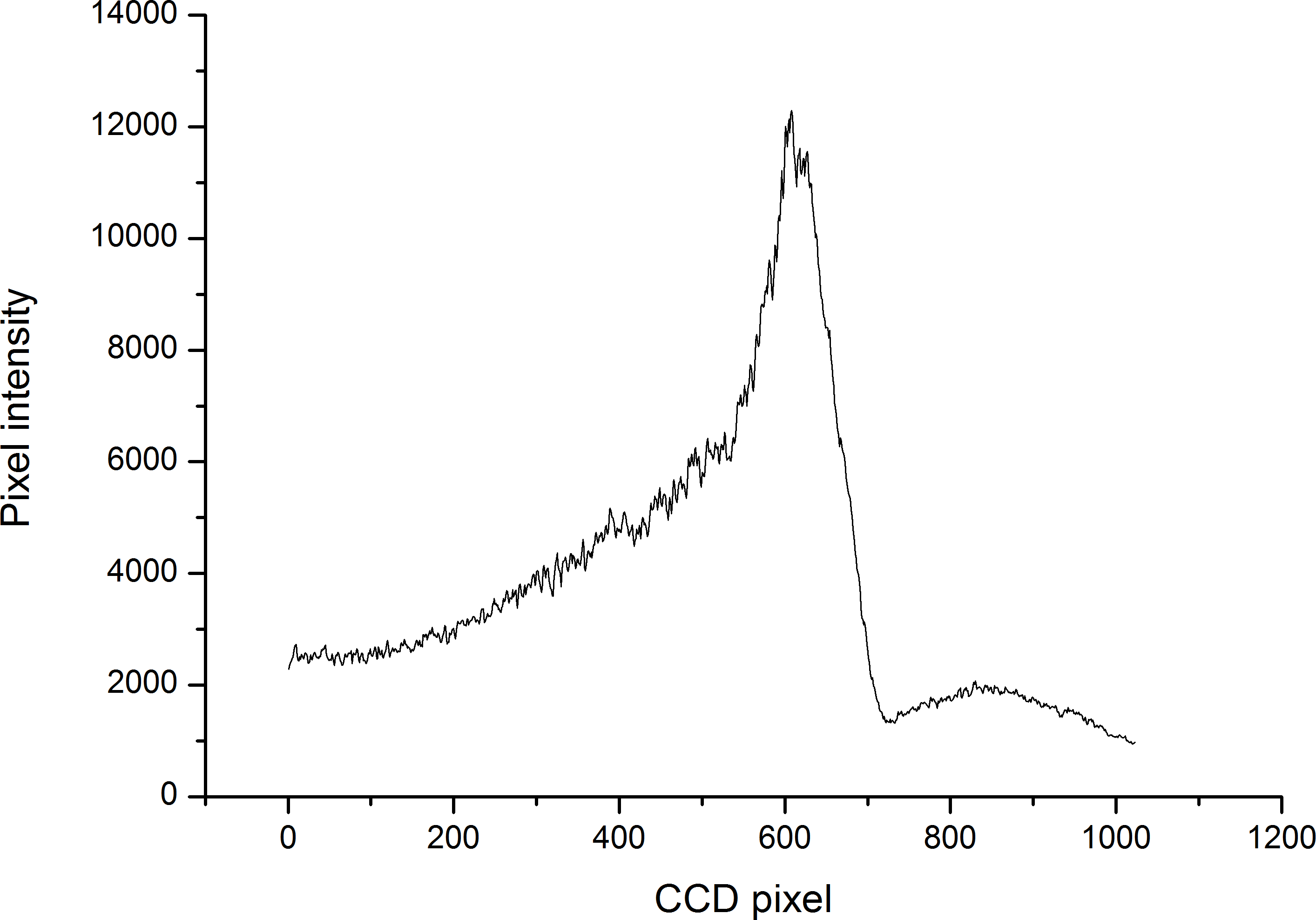
Spettro Raman Coerente anti-Stokes di olio per microscopia.
Fascio di pompa: 800 nm;
fascio Stokes: broadband da 1000 nm a 1100 nm;
emissione anti-Stokes: centrata a -1250 cm (vibrazione simmetrica dei gruppi CH)

Teoricamente la spettroscopia Raman e la spettroscopia CARS sono egualmente sensibili, dato che entrambi usano le stesse transizioni molecolari. Tuttavia, tenendo conto dei limiti sulla potenza incidente (soglia di danno) e sul rumore nei rilevatori (tempo di integrazione), il segnale da una singola transizione può essere raccolto molto più velocemente in situazioni pratiche usando la CARS (di un fattore 105). La visualizzazione di sostanze conosciute (spettri conosciuti) perciò è spesso fatta usando la CARS.
Dato che la CARS è un processo non lineare di ordine superiore, il segnale CARS da una singola molecola è più grande del segnale Raman da una singola molecola per intensità di stimolazione sufficientemente alte. Però, a concentrazioni molto basse, i vantaggi dell'addizione coerente per il segnale CARS sono ridotti e la presenza di un fondo non risonante diventa sempre di più problematica.
Poiché la CARS è un processo non lineare, non vi sono "tipici" numeri sperimentali. Un esempio è dato a seguire con l'avvertimento esplicito che cambiando solamente la durata dell'impulso di un ordine di grandezza, il segnale CARS cambia di tre ordini di grandezza. La comparazione dovrebbe essere usata solo come un'indicazione dell'ordine di grandezza dei segnali. Un laser continuo per Raman avente 200 mW di potenza incidente media, lunghezza d'onda centrale di circa 800 nm e centrato in un obiettivo con apertura numerica 0.9, ha una densità di potenza di 26 MW/cm,2 (lunghezza focale = 1.5 micrometri, volume focale= 1.16 micrometri 3, energia fotonica = 2.31 10−19 J o 1.44 eV). La sezione d'urto Raman per la vibrazione di un anello aromatico di toluene a circa 1000 cm−1 è dell'ordine di 10−29cm2/molecola steradianti. Perciò il segnale Raman è circa 26 10−22 W/molecola·steradianti o 3.3 10−21 W/molecola (su 4π steradianti). A ciò corrispondono 0.014 fotoni/secondo·molecola. Densità del toluene = 0.8668 103 kg/m3, Massa molecolare = 92.14 10−3 kg/mol. Quindi il volume focale (~1 micrometro cubico) contiene 6 109 molecole. Queste molecole insieme generano un segnale Raman nell'ordine di 2 10−11 W (20pW) o, grossolanamente: cento milioni di fotoni per secondo (su 4π steradianti).
Un esperimento CARS con parametri simili (150 mW a 1064 nm, 200 mW a 803.5 nm, 15ps impulsi a 80 MHz di frequenza di ripetizione, stesse lenti dell'obiettivo) produce circa 17.5 10−6 W (sulla linea 3000 cm−1, che ha un terzo dell'intensità e circa 3 volte la larghezza). La potenza del segnale CARS è circa 106 più alta rispetto a quello Raman ma, poiché ci sono 6 109 molecole, il segnale per molecola dal CARS è solo 4 10−25 W/molecola·s o 1.7 10−6 fotoni/molecola·s. Anche se si permette l'aggiustamento di due fattori su tre (l'intensità della linea e l'ampiezza della linea), il segnale Raman spontaneo per molecola supera comunque il segnale CARS per molecola di più di due ordini di grandezza. L'addizione coerente del segnale CARS dalle molecole però produce un segnale che è molto più intenso di quello Raman.
La sensibilità in molti esperimenti CARS non è limitata dalla rilevazione dei fotoni CARS quanto piuttosto dalla capacità di distinzione tra parte risonante e non risonante del segnale CARS.

## Applicazioni
La CARS è usata per la microscopia a contrasto intrinseco e per la diagnostica di combustione. La prima sfrutta la selettività della spettroscopia vibrazionale mentre la seconda punta alla misura di temperatura, verso la quale il segnale CARS è dipendente.
Infatti, la forza del segnale CARS scala non-linearmente con la differenza tra la popolazione nello stato fondamentale e quella nello stato vibrazionalmente eccitato. Poiché la popolazione di questi due stati segue la distribuzione di Boltzmann, dipendente dalla temperatura, anche il segnale CARS porta con sé un'intrinseca dipendenza dalla temperatura. Tale dipendenza rende la CARS una tecnica popolare per monitorare la temperatura di fiamme e gas caldi.
Più recentemente la CARS è stata usata come metodo non-invasivo per visualizzare i lipidi e la materia bianca in campioni biologici, sia in vivo che in vitro. Inoltre, la RP-CARS, una implementazione particolare della CARS, viene usata per studiare la mielina e le mielopatie.